# Ca l'Aleix Serra
Ca l'Aleix Serra és una obra del municipi de Calella (Maresme) inclosa en l'Inventari del Patrimoni Arquitectònic de Catalunya.

## Descripció
Habitatge al carrer església, amb una façana que s'afegeix com a elements decoratius d'una casa pròpia del carrer principal. La façana utilitza en la seva totalitat l'obra vista i la rajola de color blanca i blava o d'altres colors per reproduir la imatge de Sant Josep amb el nen Jesús, a l'entrada. Aquests exemple és una de les poques mostres de l'arquitectura modernista a Calella.